# Гаубич
Гаубич (нем. Gaubitsch) — коммуна (нем. Gemeinde) в Австрии, в федеральной земле Нижняя Австрия.
Входит в состав округа Мистельбах. Население составляет 910 человек (на 31 декабря 2005 года). Занимает площадь 22,47 км². Официальный код — 31 611.

## Населённые пункты
1. Альтенмаркт
2. Гаубич
3. Кляйнбаумгартен

## Политическая ситуация
Бургомистр коммуны — Хуберт Кригер (АНП) по результатам выборов 2005 года.
Совет представителей коммуны (нем. Gemeinderat) состоит из 15 мест.
- АНП занимает 14 мест.
- СДПА занимает 1 место.